# Przechowalnia
Łódzka Piwnica Artystyczna „Przechowalnia” – scena artystyczna (m.in. kabaretowa) w Łodzi, założona w 1995 roku, była to wtedy jedyna scena kabaretu literackiego w Polsce, oprócz krakowskiej Piwnicy pod Baranami. Jest prowadzona przez małżeństwo Andrzeja Poniedzielskiego i Elżbietę Adamiak.
Comiesięczną scenę kabaretową prowadzi tam Artur Andrus.

## Przechowalnia – Kabaretowa Scena Trójki
Przechowalnia – Kabaretowa Scena Trójki – telewizyjny program kabaretowy stworzony i prowadzony przez Artura Andrusa i Andrzeja Poniedzielskiego. Program ten był realizowany przez TVP Łódź w latach 1999–2001 dla TVP Regionalnej (a później TVP3) z Łódzkiej Piwnicy Artystycznej „Przechowalnia”. 
W poszczególnych odcinkach programu występowali m.in. Elżbieta Adamiak, Wojciech Młynarski, Grupa MoCarta, Krzysztof Daukszewicz, Krzysztof Piasecki, Maria Czubaszek, Aleksy Awdiejew.
Program stworzono przez oddział TVP w Łodzi na zlecenie Biura Programów Regionalnych, zarejestrowano i wyemitowano 25 odcinków, a niektóre z nich zbierały 600 tys. widzów przed telewizorami. W 2001 roku zaprzestano rejestrowania Kabaretowej Sceny Trójki z powodu zmiany profilu nadawania pasma wspólnego ośrodków terenowych TVP. Telewizja nadawała powtórki programów z „Przechowalni” przez pół roku do czasu uruchomienia informacyjnej TVP3 (3 marca 2002).
W 2000 roku Kabaretowa Scena Trójki transmitowała też koncert – wspólny recital – Jaromira Nohavicy i Karela Plihala. Współorganizowała również trzyczęściowy koncert charytatywny na rzecz Stowarzyszenia Postępu w Leczeniu Chorób Układu Nerwowego „SPES”.
Powtórki są emitowane przez pasmo lokalne TVP Łódź
Lista odcinków „Kabaretowej Sceny Trójki” (niepełna)
- Pierwszy dzwonek – witaj pszczoło! (1999)[9]
- Gaudeamus – nie przymus (1999)
- AndrzElki – iżby, wróżby, czyżby (1999)[10]
- Zima się ima – święta to pointa. Dzień I i II (1999)[11][12]
- Walentynki w Tiereszkowie (2000)
- Luz człowieka – wojciechodzenie, wojciechowanie (2000)[13]
- Prima Aprilis Hibiskus (2000)[14]
- Poczet królów kabaretu – Kazimierz Wielki Grześkowiak (2000)[15]
- Wieczór kawalerski, czyli bez subiekcji (2000)[16]
- O, Kazia! – Promocia (2000)[17]
- Krzysztof Piasecki w „Przechowalni” (2000)[18]
- Jaromir Nohavica i Karel Plihal (2000)[3]
- Uśmiechnij się – właśnie komuś pomogłeś. Część I–III (2000)[4][5][6]
- Www.esołych świąt.pl (2000)[19]
- Szampańskie wersety (2000)[20]

- Meta = start + VAT (2001)[21]
- Sanna – widok z sań i „zzań” (2001)[22]
- Szczęście, pieniędzy nie daje (2001)[23]

## Płyty CD
- Przechowalnia 1; listopad 2001 (74 min.)[24]
- Przechowalnia 2; listopad 2001 (74 min.)
- Przechowalnia 3; wrzesień 2007 (72 min.)[25]
- Przechowalnia 4; listopad 2010 (77 min.)[26]
- Przechowalnia Suplement; styczeń 2016 (75:30)